# Cernovrăh, Gabrovo
Cernovrăh (în bulgară Черновръх) este un sat în comuna Treavna, regiunea Gabrovo,  Bulgaria. 

## Demografie
Componența etnică a satului Cernovrăh
     Bulgari (90,19%)
     Turci (7,84%)
     Nicio identificare (1,96%)
     Altele (0%)
La recensământul din 2011, populația satului Cernovrăh era de 51 locuitori. Din punct de vedere etnic, majoritatea locuitorilor (90,19%) erau bulgari, cu o minoritate de turci (7,84%). Pentru 1,96% din locuitori nu este cunoscută apartenența etnică.